# Maelestes
Maelestes — доісторичний землерийкоподібний ссавець, виявлений у 1997 році в пустелі Гобі. Тварина жила в пізньому крейдяному періоді, приблизно 71–75 мільйонів років тому, і була сучасником таких динозаврів, як Велоцираптор і Овіраптор. На думку деяких вчених, відкриття та аналіз цього виду свідчить про те, що справжні плацентарні ссавці з’явилися приблизно в той час, коли вимерли нептахові динозаври 66 мільйонів років тому, не набагато раніше в крейдяному періоді, як вважали інші. Однак наявність надлобкової кістки, серед інших характеристик, робить його неплацентарним еутерієм